# Катастрофа DC-9 под Мария-ла-Баха
Катастрофа DC-9 под Мария-ла-Баха — авиационная катастрофа, произошедшая во вторник 10 января 1995 года. Авиалайнер McDonnell Douglas DC-9-14 авиакомпании Intercontinental de Aviación выполнял внутренний рейс по маршруту Богота- Картахена, но врезался в землю близ городка Мария-ла-Баха (департамент Боливар, Колумбия) и в 56 километрах от аэропорта Картахены. Из 52 человек на его борту выжил только 1— 9-летняя Эрика Дельгадо Гомес.

## Самолёт
Douglas DC-9-14 (заводской номер — 45742, серийный — 26) был выпущен McDonnell Douglas 15 февраля 1966 года и изначально имел бортовой номер N8901E. Его два двигателя были модели Pratt & Whitney JT8D-7A и развивали силу тяги по 12 600 фунтов. 26 апреля самолёт был передан Eastern Air Lines. 27 апреля 1970 года он был взят в лизинг у McDonnell Douglas компанией Delta Air Lines, а 23 апреля 1971 года — Eastern Air Lines. 31 мая 1979 года DC-9 приобрела Texas International Airlines, а 31 октября 1982 года — Continental Air Lines, которая присвоила ему имя City of Mexico City. Также в последней была произведена модернизация двигателей, которые были доработаны до модели JT8D-7B. Также конфигурация салона самолёта сменилась на F8Y75, то есть пассажировместимость составляла 83 места (8 мест первого класса и 75 мест экономкласса). Стоит отметить, что во всех перечисленных авиакомпаниях DC-9 эксплуатировался с неизменным бортовым номером — N8901E. Наконец 29 апреля 1993 года его приобрела колумбийская Intercontinental de Aviación (сокр. Inter), где бортовой номер всё же был изменён на HK-3839X. Всего на момент катастрофы почти 29-летний авиалайнер имел 65 084 часа налёта и 69 716 циклов (взлёт—посадка).

## Катастрофа
Самолёт выполнял рейс ITC256 из Боготы в Картахену, а пилотировали его командир (КВС) Андрес Патасон (исп. Andrés Patacón) и второй пилот Луис Риос (исп. Luis Ríos). В салоне работали стюардессы Клаудия Дуарте (исп. Claudia Duarte), Далия Мора (исп. Dalia Mora) и Сайда Тарасона (исп. Zaida Tarazona). Изначально самолёт должен был вылететь в 12:10, но из-за обнаруженной в предыдущем рейсе неисправности был задержан. В 18:45, после более чем 6-часовой задержки, DC-9 вылетел из аэропорта Боготы и после быстрого набора высоты в 19:09 занял эшелон 310 (31 тысяча футов или около 9450 метров). На его борту находились 47 пассажиров-колумбийцев.
Было уже темно, когда в 19:26 диспетчерский центр в Барранкилье дал разрешение снижаться до эшелона 140 (14 тысяч футов или 4230 метров) с докладом о прохождении эшелона 200 (20 тысяч футов или 6100 метров). В 19:33 пилоты доложили о прохождении эшелона 200, на что получили указание переходить на связь с Барранкилья-подход. Через минуту экипаж получил разрешение снижаться до 8 тысяч футов (2440 метров) с докладом о прохождении 12 тысяч (3660 метров). Экипаж подтвердил получение информации, что стало последней передачей с самолёта.
В 19:38 с диспетчером связался экипаж самолёта Cessna Caravan, который выполнял рейс 209 компании Aerocorales. Пилоты сообщили, что видели огни быстро снижающегося самолёта, а затем взрыв на земле. DC-9 врезался в болото в 56 километрах от аэропорта Картахены и близ городка Мария-ла-Баха. От взрыва самолёт разрушился на три части, при этом погиб 51 человек: 46 пассажиров и все 5 членов экипажа.
Но один человек выжил в происшествии. Им стала 9-летняя девочка Эрика Дельгадо Гомес (исп. Erika Delgado Gomez), которая летела вместе с родителями и младшим братом. При падении мать отолкнула её в сторону на растительную кучу, тем самым откинув от огня, а трава смягчила удар, в результате чего у девочки была сломана только рука. Там её и нашёл один из прибежавших на помощь местных жителей. Также девочка рассказала о мародёрстве на месте падения авиалайнера и что непосредственно у неё украли подаренное отцом ожерелье. Позже факт мародёрства был подтверждён, а девочка попросила вернуть ей ожерелье, но безуспешно.

## Причины
Так как пилот Цессны сообщил о наблюдаемом взрыве, то сперва возникли подозрения о теракте, как в случае с катастрофой Boeing 727 в 1989 году. Однако позже было установлено, что самолёт разрушился при ударе о землю, а следов взрывчатых веществ не было обнаружено. Наиболее вероятной причиной был назван сбой высотомера № 1, который застыл на показании 16 200 футов (4938 метров). Высотомер № 2 (со стороны второго пилота) работал нормально, но не работала его подсветка, а потому экипаж не мог сравнить их показания. Катастрофе во многом способствовало отсутствие радиолокационного наблюдения в этом районе и ясная погода (последнее расслабило экипаж и уменьшило его сосредоточенность), а также недостаточная тренировка экипажей в авиакомпании по сложившейся ситуации. Кроме того, не удалось определить, сработала ли сигнализация опасного сближения с землёй, или экипаж не успел вовремя на неё отреагировать.